# クテシアス
クニドスのクテシアス（ギリシャ語： Κτησίας, Ctesias、クテーシアース）は、紀元前5世紀に活躍した古代ギリシアの医師、歴史家。カリアのクニドス出身。クテシアスはアルタクセルクセス2世の医師で、紀元前401年、アルタクセルクセス2世が弟の小キュロスに対して遠征を行った時にはクテシアスも随行した。
クテシアスは、川、ペルシアの歳入、インド（『インド誌(Indica)』）、そしてイオニア方言で書かれたヘロドトスの『歴史』に対抗して書いた全23巻から成る『ペルシア誌（Persica）』というアッシリア史・ペルシア史の本を書いた。『インド誌』は、当時のペルシア人のインド観を記録したものとして価値がある。

## 『ペルシア誌』
『ペルシア誌』の最初の6巻でアッシリアとバビロンからペルシア帝国の建国までを、残りの17巻で、それから紀元前398年までを扱っている。しかし現存しているのは、フォティオスによる要約と、アテナイオス、プルタルコス、そしてシケリアのディオドロスの中にある断片だけである。とくにディオドロスの第2巻の内容はクテシアスに大きく負ったものである。『ペルシア誌』の価値については、古代から現在にいたるまで、議論の対象となってきた。古代の権威者たちは高い価値があるとして、ヘロドトスの信用を落とすのに『ペルシア誌』を利用したが、多くの人々は歴史的価値は低いと考え、アッシリア王に関するクテシアスの記述は楔形文字の記録と一致しないと主張した。風刺作家のルキアノスはクテシアスの記述がまったく信頼できないと考え、その著書『本当の話（Ἀληθῶν διηγημάτων）』の中で、クテシアスを島流しにした。ルキアノスはこう書いている。「大きな罰を受ける者は、生きている時に嘘を語り、偽りの歴史を書いた者である。その中には、クニドスのクテシアス、ヘロドトスなどが含まれる」（2.31）。

## 著作
- クテシアス 著、阿部拓児 訳『ペルシア史／インド誌』京都大学学術出版会〈西洋古典叢書〉、2019年3月。ISBN 978-4814001750。